# Brukarmedverkan (forskning)
Brukarmedverkan är inom forskning, när forskare och brukare arbetar tillsammans för att starta, driva och förbättra ett forskningsprojekt. Med brukare menas här exempelvis patienter, närstående eller andra personer med för forskningsämnet relevanta erfarenheter. Brukare kan involveras i alla steg av ett forskningsprojekt, från idé och design till spridning av forskningsresultaten. Det är vanligare att brukare involveras tidigt i processen. Ett exempel på involvering på idé- och prioriteringsstadiet är James Lind Alliance, där patienter och vårdpersonal samarbetar för att skapa prioriteringslistor, som forskare och finansiärer kan använda. 
Brukarmedverkan har på senare år uppmärksammats för sina positiva effekter på forskning, genom att bidra med relevanta frågeställningar, nya insikter kring datainsamling och analys vilket kan leda till rikare data, bättre spridning av resultaten och ökat förtroende för forskningen.  Utöver det har sammanställningar av forskning om brukarmedverkan visat att brukare som arbetat med brukarmedverkan har fått nya kunskaper och ökat självförtroende. Men, dessa positiva effekter är direkt beroende på hur forskarna arbetade med brukarmedverkan. Forskare upplever ofta brist på tid och resurser att ägna åt brukarmedverkan.
Även om det finns många positiva erfarenheter av brukarmedverkan, så finns ett behov av forskning på hur man kan utvärdera brukarmedverkan för att säkerställa evidensen och bedriva brukarmedverkan på ett meningsfullt sätt.  En del av svårigheterna med att utvärdera brukarmedverkan har varit kontextuella skillnader inom olika forskningsfält- och projekt.  Det har utvecklats både guider till rapportering om brukarmedverkan och metoder för att utvärdera brukarmedverkan inom ett projekt.
Brukarmedverkan, särskilt med barn och unga, behöver göras på ett sätt som passar brukarna. Bland de saker som involverade barn och unga uttrycker är viktiga för att vilja vara involverade är: 
- att de erbjuds ett sätt att involveras som passar dem, såsom möten på bra tider eller involvering online
- att de får feedback och behandlas som en del av gruppen
- att de får ersättning och erkänns som medskapare av forskningen[10]